# 지운왕
지운왕(指雲王, 본명: 고미르, 재위: 483년 ~ 508년)는 탐라국의 27대 왕이다. 고구려와 북위에 사신을 보내 특산물인 가를 조공하고 498년에 백제가 탐라국을 치려고 무진주까지 내려오려 하자 사신을 보내 화의를 청했고  이에 백제는 백제군을 다시 회군시킨다. 이후 백제의 간섭으로 인해 신라, 고구려와의 교류가 끊기게 되었다.